# William P. Rogers
William Pierce Rogers, född 23 juni 1913 i Norfolk, New York, död 2 januari 2001 i Bethesda, Maryland, var en amerikansk republikansk politiker.

## Biografi
Rogers studerade vid Colgate University och Cornell Law School. Han tjänstgjorde i andra världskriget i USA:s flotta på USS Intrepid och deltog bl.a. i slaget om Okinawa. År 1950 blev han partner i advokatbyrån Dwight, Royall, Harris, Koegel & Caskey, som senare kom att heta Rogers & Wells och är sedan fusionen 1999 en del av Clifford Chance som har ryktet av att vara världens ledande advokatbyrå. Ännu några månader före sin död arbetade Rogers på Clifford Chance i Washington DC.
Rogers tjänstgjorde först som vice justitieminister under president Dwight D. Eisenhower. Under Eisenhowers andra mandatperiod var han USA:s justitieminister. Redan i Eisenhowers kabinett var han en av vicepresident Richard Nixons förtrogna. Rogers var sedan USA:s utrikesminister 1969–1973 under president Nixon.
Rogers initierade den sk. Rogersplanen (Rogers Plan) i syfte att skapa varaktig fred i Mellanöstern. Hans inflytande i kabinetten minskade gradvis i förmån av säkerhetsrådgivaren Henry Kissinger, som sedan blev Rogers efterträdare.
Rogers var ordförande för Rogerskommissionen som undersökte rymdfärjan Challengers explosion 1986. Andra kända medlemmar av Rogerskommissionen var astronauterna Neil Armstrong och Sally Ride, fysikern Richard P. Feynman och generalen Donald J. Kutyna.
Rogers avled i hjärtsjukdom och hans grav finns på Arlingtonkyrkogården.